# Loch Bhac
Loch Bhac è un loch scozzese situato nella parte occidentale della foresta di Allean, e nella parte est del Tay Forest Park, e leggermente a nord di Loch Tummel, nella regione del Perth e Kinross.